# Октав Панку Јаши
Октав Панку Јаши (Јаши, 14. април 1929 — Букурешт, 16. април 1975) био је румунски књижевник, сценариста и новинар. Био је значајан румунски писац за децу у периоду 1950—1970. године. Био је познат по свом уметничком имену Цуцу.

## Биографија
Октав је рођен 14. априла 1929. године у Јашију као Октав Панку, а током каснијег живота додао је свом презимену још једно које осликава његов родни град. Рођен као син Базила Панкуа, државног служеника, Октав је похађао школе у Јашију и Букурешту.
Радио је као уредник Румунског радија од 1947. до 1958. године, на филму (у периоду 1959—1962. године), а такође и у часопису Cutezatorii током периода 1967—1969. године. Своју књижевну каријеру започео је 1949. године, када је објавио збирку песама Да ли време стоји? (Timpul sta pe loc?). Објавио је два романа — Морска битка Малог језера (Marea batalie de la Iazul Mic, 1953. године) и Књига са плавим очима (Cartea cu ochi albastri, 1959. године) — и написао велики број прича за децу. Такође је писао сценарије Романтично лето (Vara romantică, 1961. године), Недељни отац (Tată de duminică, 1975. године) и Цветови самоће (Singurătatea florilor, 1976. године).
Дела Панку Јашија преведена су на велики број страних језика, међу којима и на немачки и чешки, али не и на енглески. Књижевни магазин Observator Cultural наводи га као једног од водећих писаца дечје књижевности у Румунији, међу писцима попу Думитруа Алмаша, Калина Грује, Гике Јутеша, Мирче Сантимбреануа и Овидиуа Зоте.
Преминуо је 16. априла 1975. године у Букурешту, од последица срчаног удара, када му је било само 46 година.